# Pedreguer
Pedreguer ist eine Gemeinde im Südosten von Spanien in der Provinz Alicante in der Valencianischen Gemeinschaft. 2024 hatte die Gemeinde 8.687 Einwohner.

## Geografie
Die Gemeinde grenzt an die Gemeinden Alcalalí, Beniarbeig, Benidoleig, Dénia, Gata de Gorgos, Jalón, Llíber und Ondara. Der Ort liegt am Fuße des Muntanya Gran und in der Nähe der beiden großen Küstenstädte Dénia und Xàbia.

## Geschichte
In der Gemeinde Pedreguer gibt es zahlreiche antike Überreste. Die archäologischen Überreste zeugen von einer intensiven Besiedlung des Gebiets, die von der Bronzezeit über die iberische Periode bis hin zur römischen Besatzung reicht (vor allem im Castillo d'Ocaive, das früher Olocaive hieß).
Während der muslimischen Ära war Pedreguer ein arabischer Besitz. Nach der Reconquista gehörte es Ximén Carroç und wurde später, im Jahr 1249, Andrés und Alberto Flix geschenkt. Später war es im Besitz von Roís de Corella, der Familie Pujades und der Grafen von Anna i Cervelló.
Im Jahr 1609 erklärte Philipp III. von Spanien die Vertreibung der Mauren aus Spanien. Infolgedessen entvölkerte sich die Gemeinde Pedreguer (die überwiegend von Muslimen bewohnt war), und Einwohner von den Balearen siedelten sich in der Region an.

## Demografie
| 1842 | 1900 | 1930 | 1950 | 1970 | 1981 | 1991 | 2001 | 2011 |
| ---- | ---- | ---- | ---- | ---- | ---- | ---- | ---- | ---- |
| 2635 | 5281 | 4894 | 4639 | 5183 | 5640 | 5694 | 5945 | 7434 |

## Persönlichkeiten
- José Gayà (* 1995), Fußballspieler